# 1986 a tudományban
Az 1986 a tudományban és a technikában.

## Biológia
- május: Először sikerül előállítani monoklonális antitestet egér és humán antitestekből, mely az első lépést jelentette a humanizált antitestek kifejlesztése felé, melyeket terápiákban hasznosítanak (például Infliximab).

## Csillagászatésűrkutatás
- január 24. – A Voyager–2 űrszonda elsőként találkozik az Uránusszal.
- január 28. – A Challenger űrrepülőgép indítás után felrobbant. A 7 fős legénység meghal.
- február 19. – A Szovjetunió elindítja a Mir űrállomást.
- március. – Több űrszonda repül el a Halley-üstökös mellett.

## Orvostudomány
- Az FDA bejegyzi az első monoklonális antitest gyógyszert, a Muronomab-CD3-at (más néven Orthoclone OKT3), a transzplantációk során tapasztalt kilökődési reakciók elleni terápia céljából.

## Számítástechnika
- április 3. – Az IBM bemutatja az első laptop számítógépet.

## Díjak
A Magyar Tudományos Akadémia megalapította az Akadémiai Újságírói Díjat a tudománynépszerűsítésben kiemelkedő magyar újságírók elismerésére. A díjat 1986-tól évente adják át.
- Fields-érem: Simon Donaldson, Gerd Faltings, Michael Freedman
- Kiotó-díj
  - Biológia: George Evelyn Hutchinson
  - Biotechnológia és orvostudomány: Nicole Marthe Le Douarin
- Nobel-díjak
  - Fizikai Nobel-díj: Ernst Ruska (DE) „az elektronoptikában végzett alapvető munkájukért, és az első elektronmikroszkóp megépítéséért”; illetve Gerd Binnig (DE) és Heinrich Rohrer (CH) „a pásztázó alagútmikroszkóp kivitelezéséért”.
  - Fiziológiai és orvostudományi Nobel-díj: Stanley Cohen, Rita Levi-Montalcini megosztva az „élő szervezetben termelődő, az ideg- és a hámszövet fejlődését befolyásoló anyagok kutatásáért”.
  - Kémiai Nobel-díj: Dudley Herschbach, Yuan Lee (李遠哲), Polányi János „a kémiai reakciók dinamikájának kutatásáért”.
- A Royal Society érmei
  - Copley-érem: Rudolph Peierls
  - Darwin-érem: John Maynard Smith
  - Davy-érem: Alexander Ogston
  - Hughes-érem: Michael Woolfson
  - Royal-érem: Rex Richards, Richard Doll, Eric Ash
  - Rumford-érem: Denis Rooke
- Turing-díj: John Hopcroft, Robert Tarjan
- Wolf-díjak
  - Agrártudományi Wolf-díj: Ralph Riley, Ernest Sears
  - Fizikai Wolf-díj: Mitchell Feigenbaum, Albert Libchaber
  - Kémiai Wolf-díj: Elias James Corey, Albert Eschenmoser
  - Matematikai Wolf-díj: Samuel Eilenberg, Atle Selberg
  - Orvostudományi Wolf-díj: Osamu Hayaishi
- Wollaston-érem: John Graham Ramsay

## Születések
- október 12. – Li Ven-liang kínai orvos, szemész († 2020)

## Halálozások
- január 28. – a Space Shuttle Challenger misszió legénysége STS-51-L:
  - Francis R. Scobee (született 1939)
  - Michael J. Smith (született 1945)
  - Judith Resnik (született 1949)
  - Ellison Onizuka (született 1946)
  - Ronald McNair (született 1950)
  - Greg Jarvis (született 1944)
  - Sharon Christa McAuliffe (született 1948)
- július 21. – Zhang Yuzhe kínai csillagász (* 1902)
- október 22. – Szent-Györgyi Albert Nobel-díjas magyar orvos, biokémikus; az 1930-as évek elején izolálta a C-vitamint és 1936-ban a P-vitamint (* 1893)
- október 23. – Edward Adelbert Doisy Nobel-díjas (megosztva) amerikai biokémikus (* 1893)
- október 31. – Robert Mulliken kémiai Nobel-díjas amerikai kémikus és fizikus (* 1896)